# 1,2,3-트라이메틸벤젠
1,2,3-트라이메틸벤젠(영어: 1,2,3-trimethylbenzene)은 화학식이 C6H3(CH3)3인 유기 화합물이다. 헤멜리텐(영어: hemellitene)이라고도 한다. 1,2,3-트라이메틸벤젠은 방향족 탄화수소로 분류되며, 가연성 무색 액체이다. 물에는 거의 녹지 않으나 유기 용매에는 녹는다. 1,2,3-트라이메틸벤젠은 콜타르와 석유에서 자연적으로 생성된다. 1,2,3-트라이메틸벤젠은 트라이메틸벤젠의 3가지 이성질체 중 하나이다. 1,2,3-트라이메틸벤젠은 엔젠을 손상시킬 수 있는 고체 입자의 형성을 방지하기 위해 다른 탄화수소와 혼합된 제트 연료에 사용된다.

## 생산 및 사용
산업적으로 1,2,3-트라이메틸벤젠은 석유 정제 과정 동안 C9 방향족 탄화수소 분획에 의해 분리된다. 또한 1,2,3-트라이메틸벤젠은 톨루엔과 자일렌의 메틸화에 의해 생성된다.

## 같이 보기
- 트라이메틸벤젠
- 1,2,4-트라이메틸벤젠 (슈도쿠멘)
- 1,3,5-트라이메틸벤젠 (메시틸렌)